# بیرگانج
بیرگانج (به لاتین: Birganj) یک منطقهٔ مسکونی در بنگلادش است که در ناحیه دیناج‌پور واقع شده‌است. بیرگانج ۴۱۳ کیلومتر مربع مساحت و ۲۳۱٬۳۰۵ نفر جمعیت دارد.